# Somontano de Barbastro
Il Somontano de Barbastro (in aragonese: Semontano de Balbastro) è una delle 33 comarche dell'Aragona, con una popolazione di 23 411 abitanti; suo capoluogo è Barbastro.
Amministrativamente fa parte della provincia di Huesca, che comprende 10 comarche.
È attraversato da tre fiumi: l'Alcanadre, la Cinca e l'Esera. Confina a nord con il Sobrarbe e l'Alto Gállego, ad est con la Ribagorza e La Litera, a sud - est con il Cinca Medio, a sud con i Monegros e ad ovest con la Hoya de Huesca.
La sua economia si basa sull'industria alimentare, edile e chimica. L'agricoltura produce principalmente cereali e nella comarca viene prodotto del vino DOC.